# Veľké Uherce
Veľké Uherce (Hongaars: Nagyugróc) is een Slowaakse gemeente in de regio Trenčín, en maakt deel uit van het district Partizánske.
Veľké Uherce telt 1.986 inwoners.